# Redskabsøvelser for piger
|  | Denne artikel er oprettet af botten PalnaBot ud fra en ekstern database. Den kan derfor have sproglige fejl eller mangler. Denne skabelon kan fjernes efter kontrol af indholdet. |

Redskabsøvelser for piger er en dokumentarfilm fra 1940 instrueret af Axel Ørsted efter manuskript af Axel Ørsted.

## Handling
En lang række redskabsøvelser demonstreres.